# حسن جعفری (بازیکن فوتبال اهل عربستان)
حسن جعفری (عربی: حسن جعفري؛ زادهٔ ۲۷ ژوئیهٔ ۱۹۹۱) یک ورزشکار اهل عربستان سعودی است.
از باشگاه‌هایی که در آن بازی کرده‌است می‌توان به باشگاه فوتبال القادسیه عربستان سعودی اشاره کرد.